# Бадегульська культура

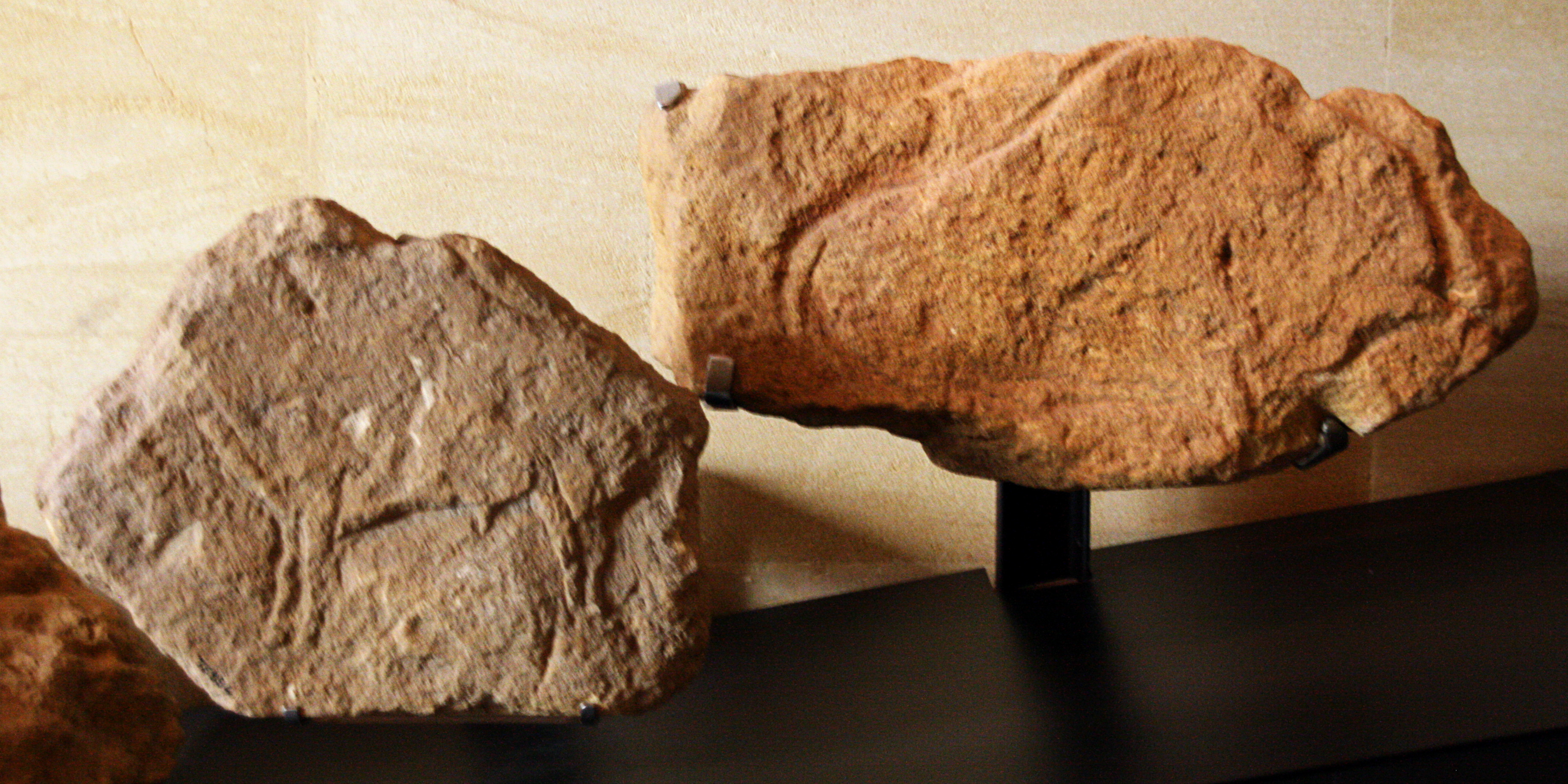
Бізони, вирізані на камені. Жамблан (Jamblancs), комуна Бурнікель. Національний музей доісторичної епохи

Бадегу́льська культу́ра, фр. Badegoulien — матеріальна культура, або кам'яна індустрія епохи пізнього палеоліту. Раніше позначалася як «стародавня мадленська культура». Відрізняється від власне мадленської культури, в строгому сенсі терміна, з технологічної точки зору (обробка рубил) і типологічно (в достатку зустрічаються доісторичні скребла, рідко — різці).
Бадегульську культуру датують 19 000−17 000 років тому. Характерні для неї артефакти виявлено на території від франко-кантабрійського регіону до Швейцарії та Німеччини.
В результаті недавніх досліджень виявлено регіональні варіанти бадегульської культури:
- середземноморський варіант: скребла, кам'яні ножі з ретушшю[en] і різні доісторичні предмети;
- кантабрійський варіант: скребла, шила, кам'яні ножі;
- аквітанський варіант: складається з двох етапів:
  - стародавня стадія: зубчасті знаряддя, свердла, скребки, шила;
  - пізня стадія: численні скребки.